# Zhang Peimeng
Zhang Peimeng (chinesisch 張 培萌 / 张 培萌, Pinyin Zhāng Péiméng; * 13. März 1987 in Peking) ist ein ehemaliger chinesischer Leichtathlet, der sich auf den Sprint spezialisiert hat.

## Sportliche Laufbahn
Erste Erfahrungen sammelte Zhang Peimeng im Jahr 2006, als er bei den Juniorenweltmeisterschaften in Peking mit 21,34 s im Halbfinale im 200-Meter-Lauf ausschied. Zudem wurde er mit der chinesischen 4-mal-100-Meter-Staffel im Vorlauf disqualifiziert. Im Jahr darauf nahm er an der Sommer-Universiade in Bangkok teil und gewann dort in 10,30 s die Silbermedaille im 100-Meter-Lauf hinter dem Briten Simeon Williamson. Zudem gewann er im Staffelbewerb in 39,30 s die Bronzemedaille hinter den Teams aus Thailand und Südafrika. 2008 nahm er an den Olympischen Sommerspielen in Peking teil und schied dort mit 21,06 s im Vorlauf über 200 Meter aus und wurde in der 4-mal-100-Meter-Staffel mit dem chinesischen Team im  Finale disqualifiziert. Im Jahr darauf siegte er in 10,28 s über 100 Meter bei den Asienmeisterschaften in Guangzhou über 100 Meter und gewann im Staffelbewerb in 39,07 s gemeinsam mit Guo Fan, Liang Jiahong und Su Bingtian die Silbermedaille hinter dem Team aus Japan. 2010 gelangte er bei den Hallenasienmeisterschaften in Teheran mit 6,78 s auf Rang vier im 60-Meter-Lauf. 2012 wurde er bei den Hallenasienmeisterschaften in Hangzhou mit 6,87 s auf Rang fünf. Im August nahm er mit der Staffel erneut an den Olympischen Sommerspielen in London teil und schied dort mit 38,38 s im Vorlauf aus.
2013 erreichte er bei den Weltmeisterschaften in Moskau über 100 Meter das Halbfinale und schied dort mit 10,00 s aus. Zudem verpasste er mit der 4-mal-100-Meter-Staffel mit 38,95 s den Finaleinzug. Anschließend gewann er bei den Ostasienspielen in Tianjin in 39,19 s die Bronzemedaille hinter den Teams aus Japan und Hongkong. Im Jahr darauf schied er bei den Hallenweltmeisterschaften in Sopot mit 6,70 s im Halbfinale über 60 Meter aus und wurde beim Continental-Cup in Marrakesch in 10,18 s Sechster über 100 Meter. Daraufhin nahm er an den Asienspielen in Incheon teil und belegte dort in 10,18 s den vierten Platz über 100 Meter und schied über 200 Meter mit 22,74 s im Halbfinale aus. Zudem siegte er in 37,99 s gemeinsam mit Chen Shiwei, Xie Zhenye und Su Bingtian in der 4-mal-100-Meter-Staffel und stellte damit einen neuen Asienrekord auf. 2015 gewann er bei den Asienmeisterschaften in Wuhan in 10,15 s die Silbermedaille über 100 Meter hinter dem Katari Femi Ogunode und siegte in 39,04 s gemeinsam mit Chen Shiwei, Mo Youxue und Su Bingtian im Staffelbewerb. Anschließend schied er bei den Weltmeisterschaften in Peking mit 10,13 s in der ersten Runde über 100 Meter aus und gewann im Staffelbewerb in 38,01 s im Finale die Silbermedaille hinter dem Team. Im Vorlauf stellte das chinesische Quartett in der Besetzung Mo Youxue, Xie Zhenye, Su Bingtian und Zhang mit 37,92 s einen Asienrekord auf. Im Jahr darauf nahm er zum dritten Mal an den Olympischen Sommerspielen in Rio de Janeiro teil und kam dort mit 10,36 s nicht über die erste Runde über 100 Meter hinaus und belegte mit der Staffel in 37,90 s den vierten Platz im Finale. Bei den IAAF World Relays 2017 in Nassau und verhalf der 4-mal-100-Meter-Staffel zum Finaleinzug. Im August gelangte er dann bei den Weltmeisterschaften in London mit 38,34 s auf Rang vier im Staffelbewerb. Im Herbst beendete er nach den Nationalspielen in Tianjin seine Laufbahn als Leichtathlet.
In den Jahren 2007 und 2015 wurde Zhang chinesischer Meister im 100-Meter-Lauf.

## Persönliche Bestzeiten
- 100 Meter: 10,00 s (+0,4 m/s), 11. August 2013 in Moskau
  - 60 Meter (Halle): 6,58 s, 29. März 2013 in Peking
- 200 Meter: 20,47 s (0,0 m/s), 18. Mai 2013 in Shanghai
  - 200 Meter (Halle): 20,75 s, 30. März 2013 in Peking (chinesischer Rekord)